# Långören (vid Verkan, Korpo)
Långören är en ö i Finland. Den ligger i Skärgårdshavet och i kommunen Pargas i den ekonomiska regionen  Åboland i landskapet Egentliga Finland, i den sydvästra delen av landet. Ön ligger omkring 48 kilometer sydväst om Åbo och omkring 190 kilometer väster om Helsingfors.
Öns area är 2 hektar och dess största längd är 290 meter i sydöst-nordvästlig riktning.